# 재건공산당
재건공산당(이탈리아어: Partito della Rifondazione Comunista)은 1991년 설립된 이탈리아의 공산주의 정당이다.
1991년 공산진영의 붕괴에 영향을 받아 아킬레 오케토의 이탈리아 공산당은 민주사회주의로의 노선 변경을 꾀하며 민주사회당으로 재편되고 있었고, 이에 반대하여 공산주의를 고집하기로 한 강경파가 탈당하여 아르만도 코수타(Armando Cossutta)의 주도 하에 재건공산당을 수립했다. 파우스토 베르티노티(Fausto Bertinotti)가 1994년부터 2008년까지 오랜 기간 재건공산당을 이끌었는데 그의 지도기간 동안 당은 전통적인 공산당에서 급진 사회운동의 집합체로 변모를 겪었다.
유럽 좌파당의 회원이다. 2008년 이래로 이탈리아 의회에 의석을 얻지 못하고 있으나, 2014~2019년의 유럽 의회에서는 유럽 의회 좌파 – GUE/NGL 소속의 의석을 1석 가졌다.